# Talentless Nana
Talentless Nana (jap. 無能なナナ Munō na Nana) – manga napisana przez Looseboya i zilustrowana przez Iori Furuyę, publikowana na łamach magazynu „Gekkan Shōnen Gangan” od maja 2016. Na jej podstawie studio Bridge wyprodukowało serial anime, który był emitowany od października do grudnia 2020.
W Polsce mangę wydaje wydawnictwo Waneko.

## Fabuła
W niedalekiej przyszłości zaczynają pojawiać się tajemnicze potwory, znane jako „wrogowie ludzkości”, a wraz z nimi dzieci obdarzone nadprzyrodzonymi mocami, zwane „utalentowanymi”. Aby przygotować je do nadchodzącej walki z tymi wrogami, wszyscy utalentowani zostają wysłani do szkoły na bezludnej wyspie, gdzie mają zapewnione wszystkie codzienne potrzeby aż do ukończenia szkoły, jednakże komunikacja ze światem zewnętrznym jest zabroniona. Pewnego dnia do szkoły przybywa nowa uczennica, Nana Hiiragi. Jej przyjazna i radosna osobowość pozwala jej szybko zaprzyjaźnić się z klasą. W rzeczywistości jednak Nana jest pozbawioną talentu zabójczynią, która została wysłana przez rząd, by zabijać utalentowanych, których rząd uważa za prawdziwych wrogów ludzkości.

## Bohaterowie
- Nana Hiiragi (jap. 柊 ナナ Hiiragi Nana)

Seiyū: Rumi Okubo 
- Nanao Nakajima (jap. 中島 ナナオ Nakajima Nanao)

Seiyū: Hiro Shimono 
- Kyōya Onodera (jap. 小野寺 キョウヤ Onodera Kyōya)

Seiyū: Yūichi Nakamura 
- Michiru Inukai (jap. 犬飼 ミチル Inukai Michiru)

Seiyū: Mai Nakahara 
- Yōhei Shibusawa (jap. 渋沢 ヨウヘイ Shibusawa Yōhei)

Seiyū: Toshiki Masuda 
- Moguo Iijima (jap. 飯島 モグオ Iijima Moguo)

Seiyū: Takuya Nakashima 
- Pachołek Moguo A (jap. 子分A Kobun A)

Seiyū: Yūki Inoue 
- Pachołek Moguo B (jap. 子分B Kobun B)

Seiyū: Takeo Ōtsuka 
- Rentarō Tsurumigawa (jap. 鶴見川 レンタロウ Tsurumigawa Rentarō)

Seiyū: Yoshitaka Yamaya 
- Seiya Kori (jap. 郡 セイヤ Kori Seiya)

Seiyū: Hiromichi Tezuka 
- Kirara Habu (jap. 羽生 キララ Habu Kirara)

Seiyū: Yukina Tsutsumi 
- Kaori Takanashi (jap. 高梨 カオリ Takanashi Kaori)

Seiyū: Yurie Kozakai 
- Tsunekichi Hatadaira (jap. 葉多平 ツネキチ Hatadaira Tsunekichi)

Seiyū: Atsushi Tamaru 
- Yūka Sasaki (jap. 佐々木 ユウカ Sasaki Yūka)

Seiyū: Miyu Tomita 
- Shinji Kazama (jap. 風間 シンジ Kazama Shinji)

Seiyū: Aiko Ninomiya 
- Ryūji Ishii (jap. 石井 リュウジ Ishii Ryūji)

Seiyū: Tomohiro Ono 
- Fūko Sorano (jap. 空野 フウコ Sorano Fūko)

Seiyū: Yuna Kamakura 
- Wychowawca (jap. 担任教師 Tannin kyōshi)

Seiyū: Atsushi Kousaka 
- Jin Tachibana (jap. 橘 ジン Tachibana Jin)

Seiyū: Kōji Yusa 

## Manga
Pierwszy rozdział mangi został opublikowany 12 maja 2016 w magazynie „Gekkan Shōnen Gangan”. Następnie wydawnictwo Square Enix rozpoczęło zbieranie rozdziałów do wydań w formacie tankōbon, których pierwszy tom ukazał się 22 lutego 2017. Według stanu na 12 lipca 2023, do tej pory wydano 11 tomów. W Ameryce Północnej seria jest wydawana cyfrowo przez Crunchyroll.
W Polsce licencję na wydawanie mangi zakupiło Waneko.
| Nr | Język japoński       | Język japoński         | Język polski         | Język polski           |
| Nr | Data wydania         | ISBN                   | Data wydania         | ISBN                   |
| -- | -------------------- | ---------------------- | -------------------- | ---------------------- |
| 1  | 22 lutego 2017       | ISBN 978-4-75-755153-4 | 10 października 2021 | ISBN 978-83-8242-110-1 |
| 2  | 22 maja 2017         | ISBN 978-4-75-755345-3 | 11 stycznia 2022     | ISBN 978-83-8242-111-8 |
| 3  | 22 stycznia 2018     | ISBN 978-4-75-755586-0 | 12 kwietnia 2022     | ISBN 978-83-8242-112-5 |
| 4  | 22 października 2018 | ISBN 978-4-75-755873-1 | 12 lipca 2022        | ISBN 978-83-8242-113-2 |
| 5  | 12 lipca 2019        | ISBN 978-4-75-756193-9 | 10 października 2022 | ISBN 978-83-8242-114-9 |
| 6  | 11 kwietnia 2020     | ISBN 978-4-75-756588-3 | 9 stycznia 2023      | ISBN 978-83-8242-115-6 |
| 7  | 12 października 2020 | ISBN 978-4-75-756894-5 | 10 kwietnia 2023     | ISBN 978-83-8242-116-3 |
| 8  | 11 czerwca 2021      | ISBN 978-4-75-757315-4 | 11 lipca 2023        | ISBN 978-83-8242-117-0 |
| 9  | 12 lutego 2022       | ISBN 978-4-75-757738-1 | 11 października 2023 | ISBN 978-83-8242-118-7 |
| 10 | 12 października 2022 | ISBN 978-4-75-758196-8 | 10 stycznia 2024     | ISBN 978-83-8242-119-4 |
| 11 | 12 lipca 2023        | ISBN 978-4-75-758658-1 | 11 marca 2024        | ISBN 978-83-8242-683-0 |

## Anime
Adaptacja anime została zapowiedziana 7 kwietnia 2020. Serial został zanimowany przez studio Bridge i wyreżyserowany przez Shinjiego Ishihirę. Kompozycją serii zajął się Fumihiko Shimo, postacie zaprojektował Satohiko Sano, a Yasuharu Takanashi skomponował muzykę w Nippon Columbia. Motyw otwierający, „Broken Sky”, został wykonany przez Miyu Tomitę, natomiast motyw kończący, zatytułowany „Bakemono to yobarete” (jap. バケモノと呼ばれて), wykonała Chiai Fujikawa. Seria była emitowana od 4 października do 27 grudnia 2020 w stacjach AT-X, Tokyo MX, SUN i TVA.
20 listopada 2021 roku Funimation ogłosiło, że serial otrzyma angielski dubbing, którego premiera odbyła się następnego dnia.

### Lista odcinków
| №  | Tytuł                                                                 | Reżyseria          | Scenariusz     | Premiera             |
| -- | --------------------------------------------------------------------- | ------------------ | -------------- | -------------------- |
| 1  | Munōryoku (無能力)                                                    | Yūshi Suzuki       | Fumihiko Shimo | 4 października 2020  |
| 2  | Jikan sokō (時間遡行)                                                 | Tomoya Takayama    | Shōji Yonemura | 11 października 2020 |
| 3  | Nōryoku-sha bāsasu munōryoku-sha (能力者VS. 無能力者)                 | Hiroshi Akiyama    | Fumihiko Shimo | 18 października 2020 |
| 4  | Hīringu (ヒーリング)                                                  | Shin’ichi Fukumoto | Fumihiko Shimo | 25 października 2020 |
| 5  | Nōryoku-sha bāsasu munōryoku-sha pāto tsū (能力者VS. 無能力者 PART2)  | Naoto Hashimoto    | Fumihiko Shimo | 1 listopada 2020     |
| 6  | Nekuromansā (ネクロマンサー)                                          | Yūshi Suzuki       | Shōji Yonemura | 8 listopada 2020     |
| 7  | Nekuromansā pāto tsū (ネクロマンサー PART2)                           | Tomoya Takayama    | Fumihiko Shimo | 15 listopada 2020    |
| 8  | Nōryoku-sha bāsasu munōryoku-sha pāto surī (能力者VS. 無能力者 PART3) | Naoto Hashimoto    | Shōji Yonemura | 22 listopada 2020    |
| 9  | Tekisha seizon (適者生存)                                             | Kazunobu Shimizu   | Fumihiko Shimo | 29 listopada 2020    |
| 10 | Miezaru yaiba (見えざる刃)                                            | Naoki Murata       | Shōji Yonemura | 6 grudnia 2020       |
| 11 | Miezaru yaiba pāto tsū (見えざる刃 PART2)                             | Hiroshi Akiyama    | Fumihiko Shimo | 13 grudnia 2020      |
| 12 | Miezaru yaiba pāto surī (見えざる刃 PART3)                            | Tomoya Takayama    | Shōji Yonemura | 20 grudnia 2020      |
| 13 | Ribaibaru (リバイバル)                                                | Yūshi Suzuki       | Fumihiko Shimo | 27 grudnia 2020      |